# Jezioro Ostrowite (powiat gnieźnieński)
Jezioro Ostrowite – jezioro rynnowe w Polsce, położone w województwie wielkopolskim, w powiecie gnieźnieńskim, na pograniczu gminy Trzemeszno i Witkowo.

## Charakterystyka
Według regionalizacji fizycznogeograficznej Polski jezioro znajduje się na obszarze Pojezierza Żnińsko-Mogileńskiego.
Akwen posiada urozmaiconą linię brzegową z trzema odnogami akwenowymi (Mieliwa, Przytonek i Sosnówka). Na jeziorze znajduje się wysepka Dębowy Ostrów o powierzchni 1,4 ha z pozostałościami grodziska okresu kultura łużyckiej. Z jeziora Ostrowickiego wypływa jedna z odnóg źródłowych rzeki Panny – Panna Południowa.

## Hydronimia
Według urzędowego spisu opracowanego przez Komisję Nazw Miejscowości i Obiektów Fizjograficznych (KNMiOF) nazwa tego jeziora to Jezioro Ostrowite. W różnych publikacjach i na mapach topograficznych jezioro to występuje pod nazwą Jezioro Ostrowickie.

## Morfometria
Powierzchnia zwierciadła wody według różnych źródeł wynosi od 250,0 ha do 276,7 ha. Zwierciadło wody położone jest na wysokości 98,7 m n.p.m. lub 99,6 m n.p.m. Średnia głębokość jeziora wynosi 8,3 m, natomiast głębokość maksymalna 27,0 m.
W oparciu o badania przeprowadzone w 2003 roku wody jeziora zaliczono do II klasy czystości.